# Usora (Zenica-Doboj)
Usora es una municipalidad y localidad de Bosnia y Herzegovina. Se encuentra en el cantón de Zenica-Doboj, dentro del territorio de la Federación de Bosnia y Herzegovina. La capital de la municipalidad de Usora es la localidad de Sivša.

## Localidades
La municipalidad de Usora se encuentra subdividida en las siguientes localidades:
- Alibegovci
- Bejići
- Makljenovac (una parte)
- Omanjska
- Sivša
- Ularice
- Žabljak

## Demografía
En 2009 la población de la municipalidad de Usora era de 6968 habitantes. La superficie del municipio es de 49.8 kilómetros cuadrados, con lo que la densidad de población era de 140 habitantes por kilómetro cuadrado.